# Desmodium adscendens
Espèce
Classification APG III (2009)
Desmodium adscendens est une espèce de plantes à fleurs de la famille des Fabacées. C'est une plante herbacée bisannuelle trouvée en région tropicale humide.
Elle est parfois appelée Desmodium procumbens. Les deux noms font référence aux longues tiges rampantes qui peuvent s'enrouler sur des supports rigides.

## Description
Les feuilles trifoliées sont alternes. Les folioles obovales sont longues de 15 à 50 mm, larges de 10 à 30 mm. Les fleurs de couleur violet clair sont sur un racème axillaire de 10 à 15 cm. Le fruit est une gousse verte articulée, longue de 10 à 25 mm, large de 3 mm.

## Habitat
Elle abonde dans la zone équatoriale humide où elle pousse librement le long des troncs des palmiers à huile ou des cacaoyers, ou dans les jardins potagers. Elle préfère les terrains cultivés ou qui ont été cultivés.

## Répartition
Afrique (côte ouest), Inde, Amérique du Sud.

## Constituants principaux des parties aériennes
La plante contient des saponosides triterpénoïdes : soyasaponines I et III, déhydrosoyasaponine I ; des flavonoïdes : isoflavone, composé flavonique, dérivés de flavonol et de flavone ; des anthocyanes : pélargonidine - 3 - 0 - r h a m no s ide, cyanidine-3-0-sophoroside ; et des Alcaloïdes sous forme de traces.[réf. nécessaire]

## Usages en médecine traditionnelle
La plante est prescrite en médecine traditionnelle, notamment en Afrique. Ce sont les parties aériennes de la plante qui sont utilisées. 
Au Cameroun et en Côte d’Ivoire, elle sert à traiter la jaunisse (phase de début des hépatites virales A ou B)[source insuffisante]. Elle est donnée pour lutter contre les allergies,  en prévention de l’asthme. Les tiges et feuilles sont utilisées par le Center for Scientific Research into Plant Medecine au Ghana pour traiter l'asthme.
D'autres utilisations concernent les infections ORL, les maladies vénériennes, les ulcères d’estomac, l'épilepsie et vertiges,, la constipation. Les praticiens traditionnels amérindiens du Venezuela s'en servent contre l’épilepsie.
La flore illustrée du Sénégal indique que les feuilles de Desmodium adscendens sont utilisées en décoction dans le traitement des ulcères d'estomac, la constipation, etc.
Les études pharmacologiques démontrent une action positive sur les transaminases, d'où son effet de protection du foie[réf. nécessaire].